# Sabina Sesselmann
Sabina Sesselmann, auch Sabine Sesselmann (* 13. August 1936 in München; † 1. März 1998 in Tutzing) war eine deutsche Schauspielerin.

## Leben
Sabina Traude Sesselmann, Tochter eines Kaufmanns, studierte Kunstgeschichte in Berlin, wo sie zwei Jahre lang bei Hilde Körber an der Reinhardt-Schule eine Schauspielausbildung absolvierte. Ihr erstes Engagement erhielt sie am Theater Lübeck 1957. Als gute Fee erschien sie im selben Jahr ungenannt in dem Kinderfilm Aufruhr im Schlaraffenland erstmals vor einem Kinopublikum. Danach stand sie in rascher Folge für verschiedene Produktionen vor der Kamera. Oft verkörperte sie Frauen, die von Finsterlingen verfolgt werden, so auch in den Edgar-Wallace-Filmen Das Geheimnis der gelben Narzissen und Die Tür mit den sieben Schlössern.
1964 heiratete sie den Autohändler Ernst Henne jr., den Sohn des Rennfahrers Ernst Jakob Henne. Danach zog sich Sabina Sesselmann weitgehend aus der Öffentlichkeit zurück. Einen letzten Auftritt hatte sie 1996 in einer Folge der Krimiserie SOKO 5113. Zwei Jahre danach erlag sie ihrem Krebsleiden und wurde in Tutzing auf dem Waldfriedhof beigesetzt. Sabina Sesselmann wurde 61 Jahre alt.

## Filmografie
- 1957: Aufruhr im Schlaraffenland
- 1957: Daphnis und Chloe (TV)
- 1958: Madeleine Tel. 13 62 11
- 1958: Liebe kann wie Gift sein
- 1958: U 47 – Kapitänleutnant Prien
- 1958: Ein Lied geht um die Welt
- 1959: Freddy, die Gitarre und das Meer
- 1959: Kriegsgericht
- 1959: Ritter der Nacht (Le bossu)
- 1959: Der Schatz vom Toplitzsee
- 1959: Morgen wirst du um mich weinen
- 1960: Der Herr mit der schwarzen Melone
- 1960: Brücke des Schicksals
- 1961: Das Geheimnis der gelben Narzissen
- 1961: Scotland Yard hört mit (Information Received)
- 1962: Die Tür mit den sieben Schlössern
- 1962: Alarm für Dora X
- 1964: Rote Lippen soll man küssen (Die ganze Welt ist himmelblau)
- 1964: Ein Sarg aus Hongkong
- 1970: Luftsprünge
- 1996: Ein interessanter Typ (TV-Serie SOKO 5113)